# Nosomma
Nosomma ist eine ursprünglich monotypische Gattung der Schildzecken mit der Art N. monstrosum. Die 2007 beschriebene Art N. keralensis ist noch nicht allgemein anerkannt. N. monstrosum ist eine dreiwirtige Zecke, die vor allem Huftiere, gelegentlich den Menschen befällt. Sie kommt in Indien, seltener auch in angrenzenden Regionen (Sri Lanka, Indochina, Nepal) vor.